# Verteidigungsministerium Osttimors

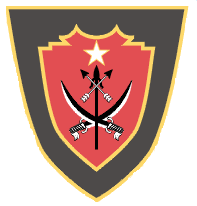
Das Wappen der Verteidigungskräfte Osttimors

Das Verteidigungsministerium Osttimors (offiziell: Ministerium für Verteidigung; tetum Ministériu Defeza; portugiesisch Ministério da Defesa, kurz: MD) ist die osttimoresische Regierungsbehörde für die nationale Verteidigung. Die Leitung obliegt dem Verteidigungsminister des Landes.
Bei Ausrufung der Unabhängigkeit 1975 trug es den Namen „Minister für Nationale Verteidigung“ (portugiesisch Ministro da Defesa Nacional). Zwischen 1975 und 2000 bestand dann aufgrund der indonesischen Besatzung nur eine Untergrund- beziehungsweise eine Exilregierung. Mitte 1977 wurde auf einer Konferenz der FRETILIN in Aicurus das Verteidigungsministerium einschließlich der stellvertretenden Ministerposten abgeschafft, nachdem eine Evaluierung ergeben hatte, dass es nicht effizient war. Die Führung der Guerillaarmee FALINTIL ging auf den Generalstab der FALINTIL über. Die beiden bisherigen stellvertretenden Verteidigungsminister wurden zu Sektorkommandeuren degradiert.
Von 2001 bis 2005 gab es nach Abzug der Indonesier kein eigenständiges Ministerium, sondern nur einen Staatssekretär. 2005 erfolgte die Gründung des Ministeriums für Verteidigung. Von 2006 bis 2015 führte der Premierminister das Ministerium in Personalunion. Von 2007 bis 2015 und von 2017 bis 2018 trug das Ministerium den Namen „Ministerium für Verteidigung und Sicherheit“ (tetum Ministru Defeza no Seguransa; portugiesisch Ministro da Defesa e Segurança, kurz: MDS). Zu diesen Zeiten war das Innenministerium in das Verteidigungsministerium integriert. In der VIII. Regierung (seit 2018) gibt es zwar eine Trennung der Ressorts Verteidigung und Inneres, der Verteidigungsminister Filomeno Paixão führt aber seit Beginn ad interim das Innenministerium mit.
Der Sitz des Verteidigungsministeriums und des Generalstabes der Verteidigungskräfte Osttimors (F-FDTL) befinden sich in Dilis Stadtteil Bairro Pite an der Avenida Nicolau Lobato.

## Aufgaben

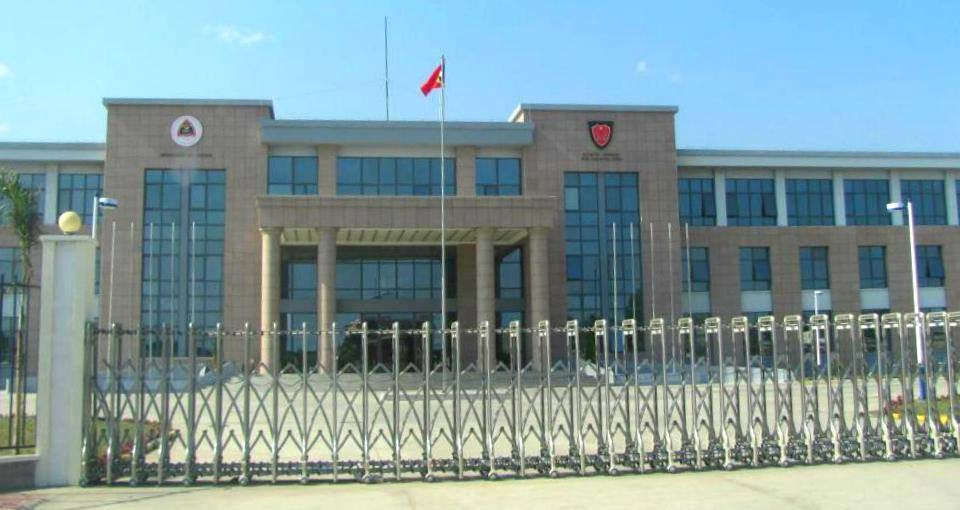
Das Verteidigungsministerium in Bairro Pite

Das Verteidigungsministerium ist die Regierungsabteilung, die für die Konzeption, Durchführung, Koordinierung und Bewertung der vom Ministerrat festgelegten und genehmigten Politik in den Bereichen nationale Verteidigung und militärische Zusammenarbeit zuständig ist.
Zu dem Bereich gehören Vorschläge und Durchführung der Politik in Bezug auf die militärische Komponente der nationalen Verteidigung, der Entwurf von Gesetzen und Vorschriften, die für den Verteidigungsbereich erforderlich sind, die Förderung der strategisch-militärischen Diplomatie, Koordinierung und Steuerung der Aktivitäten, die sich aus militärischen Verpflichtungen ergeben, die im Rahmen von Instrumenten des Völkerrechts und bilateralen und multilateralen Abkommen eingegangen wurden, sowie der Beziehungen zu Staaten und internationalen Militärorganen, ohne die Zuständigkeiten des Außenministeriums zu verletzen, die Gewährleistung der Aufrechterhaltung der Beziehungen im Bereich der Verteidigungspolitik zu anderen Ländern und internationalen Organisationen, ohne Verletzung der Zuständigkeiten der anderen souveränen Körperschaften und des Außenministeriums, im Rahmen der für die osttimoresische Außenpolitik festgelegten Ziele, koordinieren und überwachen in Abstimmung mit dem Außenministerium Kooperationsmaßnahmen internationaler Organisationen, Staaten oder Verteidigungskräfte anderer Länder zur Unterstützung der Entwicklung ihrer Verantwortungsbereiche im Rahmen der zuvor genannten internationalen Abkommen, Verwaltung und Überwachung der Verteidigungskräfte Osttimors, die angemessene Förderung der militärischen Vermögenswerte sowie die Überwachung und Kontrolle ihrer Verwendung, die Überwachung der militärischen See- und Luftfahrt, die Überwachung, Verwaltung und Überwachung der Seebehörde und die Einrichtung von Mechanismen für die Zusammenarbeit und Koordinierung mit anderen Regierungsstellen mit Aufsicht über verwandte Bereiche.
Kraft Amtes ist der Verteidigungsminister Mitglied des Konsellu Superior Defeza no Seguransa (KSDS).

## Untergeordnete Behörden

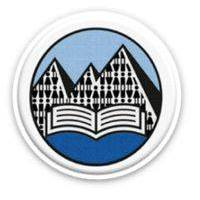
Instituto de Defesa Nacional

Das Nationale Verteidigungsinstitut (IDN) und die Seebehörde (Autoridade Marítima) dem Verteidigungsministerium unterstellt. Ebenso der Serviço de Migração de Timor-Leste (die Einwanderungsbehörde), der 2008 aus der Polizei ausgegliedert wurde.

## Staatssekretäre
In den Kabinetten der IV. Regierung und V. Regierung wurde dem Verteidigungsministerium die Staatssekretäre für Verteidigung und für Sicherheit unterstellt.
Der Staatssekretär für Verteidigung (tetum Sekretáriu Estadu Defeza; portugiesisch Secretário de Estado da Defesa, SED) unterstützte den Verteidigungsminister in den Bereichen nationale Verteidigung und militärische Zusammenarbeit. Er war dafür verantwortlich, die Politik vorzuschlagen und die Regulierungsprojekte zu entwerfen, in Abstimmung mit dem Außenministerium internationale Abkommen über Verteidigung und militärische Zusammenarbeit zu bearbeiten, die F-FDTL zu verwalten und zu überwachen, die Förderung der Angemessenheit militärischer Mittel; Überwachung der militärischen See- und Luftfahrt und Einrichtung von Mechanismen für die Zusammenarbeit und Koordinierung mit anderen Regierungsstellen, die für verwandte Bereiche zuständig sind.
Der Staatssekretär für Sicherheit (tetum Sekretáriu Estadu Seguransa; portugiesisch Secretário de Estado da Segurança, SES) unterstützte den Verteidigungsminister bei der Konzeption, Umsetzung und Bewertung der vom Ministerrat festgelegten Politiken für die Bereiche öffentliche Sicherheit, strafrechtliche Ermittlungen und die Einwanderung. Zudem war er dafür verantwortlich, die Politik vorzuschlagen und die Regulierungsprojekte zu entwerfen, die für die von ihr betroffenen Gebiete erforderlich sind. Der Staatssekretär war für die Nationalpolizei Osttimors verantwortlich und richtete Kooperations- und Koordinierungsmechanismen mit anderen Regierungsstellen ein, die für verbundene Gebiete zuständig sind. Der Staatssekretär war zuständig für die Förderung der Entwicklung von Präventionsstrategien, Mediation und Lösung von Gemeinschaftskonflikten; Vormundschaft über Migrationsdienste ausüben, die Überwachung der zivilen See- und Luftfahrt, die Gewährleistung der Sicherheit von Personen und Sachwerten bei Bränden, Überschwemmungen, Erdrutschen, Erdbeben und allen gefährdenden Situationen; in Abstimmung mit anderen Einrichtungen Programme zur politischen Bildung entwickeln, um Naturkatastrophen oder andere Katastrophen, die durch menschliches Handeln verursacht werden, anzugehen und die Festigung der sozialen Solidarität und Einrichtung von Mechanismen für die Zusammenarbeit und Koordinierung mit anderen Regierungsstellen, die für verwandte Bereiche zuständig sind.